# Richard de Morins
Richard de Morins, noto anche come Richard of Mores o Richard de Mores e latinizzato come Ricardus Anglicus o Ricardus de Mores (Lincolnshire, 1161 circa – Dunstable, 9 aprile 1242), è stato un religioso, storico e canonista agostiniano britannico. Fu il primo canonista di origine britannica a insegnare alla scuola di Bologna, dove pubblicò numerose opere influenti nell'ultimo decennio del XII secolo. Al suo ritorno in Inghilterra divenne prima canonico del Priorato di Merton, poi priore di Dunstable dal 1202 fino alla morte.
È stato correttamente identificato solo nel XX secolo, essendo stato confuso con alcuni suoi omonimi contemporanei, tra cui il medico Ricardus Anglicanus.

## Biografia

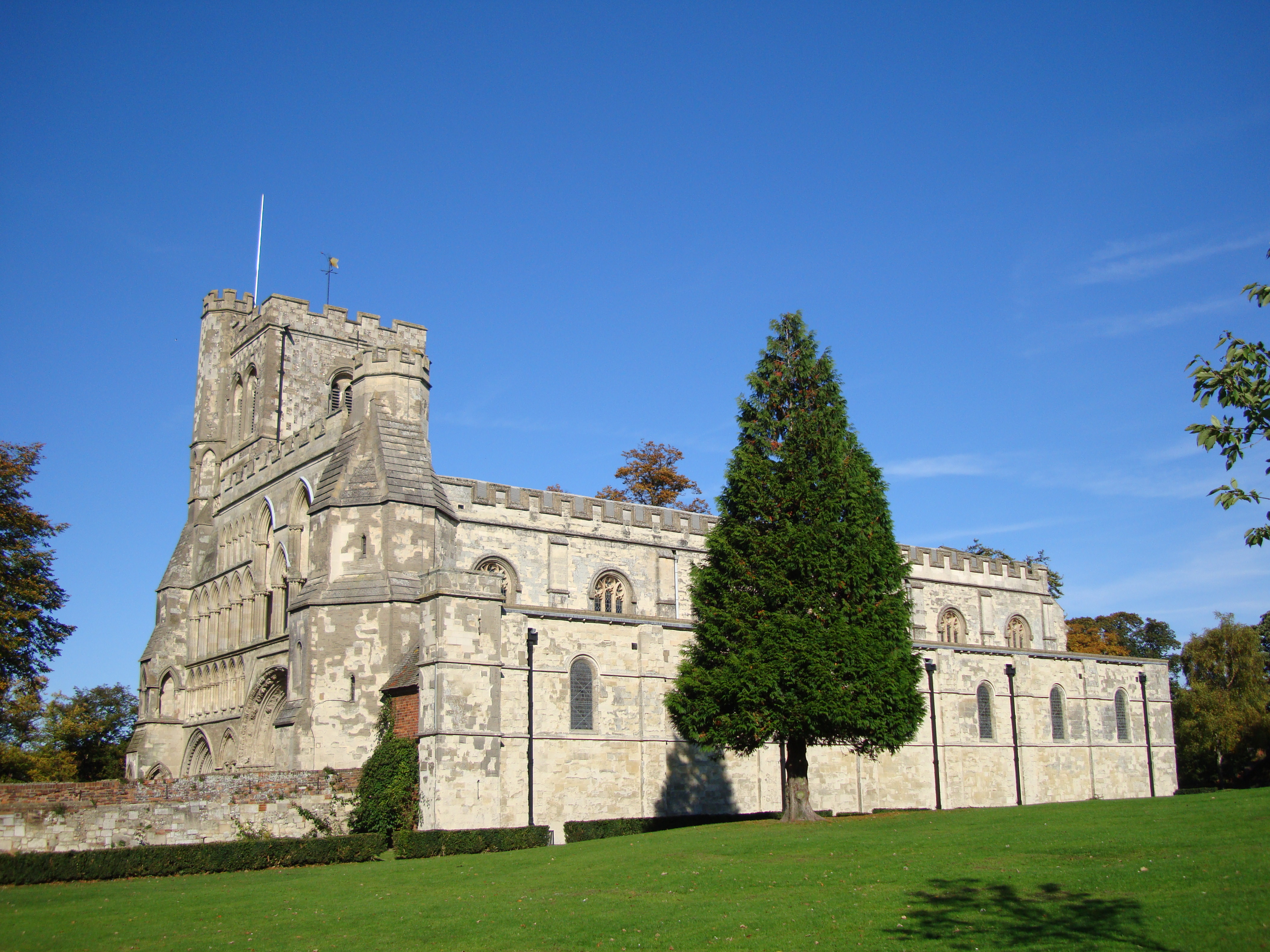
La chiesa di St. Peter dell'abbazia di Dunstable

Nulla è noto della sua famiglia, ma sembra che fosse importante; un suo omonimo laico che possedeva terre nel Berkshire è più volte menzionato al servizio di re Giovanni nei Close and Patent Rolls. Nel febbraio 1203 Morins fu inviato dal re a Roma, al fine di ottenere l'aiuto del papa nell'orchestrare la pace con la Francia, e tornò a luglio con Giovanni, diacono di Santa Maria in Via Lata, come legato pontificio. Nel 1206, Morins fu nominato visitatore delle case religiose della diocesi di Lincoln. Nel 1212 fu impiegato nell'inchiesta sulle perdite della chiesa attraverso l'interdetto. Operò anche per i predicatori della crociata nelle contee di Huntingdon, Bedford e Hertford. Nel 1214-1215, Morins fu uno dei tre ecclesiastici incaricati di indagare sull'elezione di Ugo di Northwold ad abate di St. Edmund. In seguito, nel 1215, Morins fu presente al consiglio lateranense e, mentre rientrava in patria, si fermò a Parigi per un anno a studiare presso le scuole di teologia. Nel 1222 fu impiegato nella risoluzione della disputa tra il vescovo di Londra e l'Abbazia di Westminster e l'anno successivo fu visitatore per il suo ordine nella provincia di York. Nel 1228 fu nuovamente ospite del suo ordine nelle diocesi di Lichfield e Lincoln. Nel 1239, Morins elaborò la causa di sottomissione al papa in merito al diritto dell'arcivescovo di Canterbury di visitare i monasteri nelle sedi dei suoi suffraganei. Nel 1241 fu tra quelli a cui furono indirizzate le lettere di assoluzione per i monaci di Canterbury. Morins morì nell'aprile del 1242 a Dunstable.

### Giurista
Grazie ai nuovi metodi di spiegazione dei procedimenti giudiziari, Morins è stato riconosciuto come il pioniere della procedura giudiziaria scientifica nel XII secolo. La sua opera ritenuta da tempo perduta, Ordo judiciarius, fu scoperta in manoscritto da Wunderlich a Douai e pubblicata da Witt nel 1851; un manoscritto più corretto fu successivamente scoperto a Bruxelles da sir Travers Twiss.
Probabilmente si laureò a Parigi, dato che una bolla papale del 1218 si riferisce a "Ricardus Anglicus doctor Parisiensis", ma non ci sono prove che lo colleghino con Oxford. Scrisse anche glossari sui decretali papali e distinzioni sul decreto di Graziano.

### Priore
Fu un capo efficace del Priorato, acquisendo ben presto reliquie da Cropredy. Assunse il compito di stilare la cronaca di Dunstable, continuandola fino alla sua morte. Predicò la crociata nel 1212 e partecipò al Concilio Lateranense IV.

## Opere

### Manoscritti
- Wien, Österreichische Nationalbibliothek, Codices (Altbestand), Cod. 2163 (antea Jus can. 59).
- Paris, Bibliothèque Nationale de France, Fonds latin, Lat. 18240.
- London, British Library, Royal MS, Royal MS 10 A XII.
- Douai, Bibliothèque Marceline Desbordes-Valmore, Fonds manuscrits, ms. 644 (antea 580).
- Fulda, Hochschul- und Landesbibliothek, Handschriften, D 7.
- Sankt Florian, Stiftsbibliothek, Handschriften, Cod. XI.346.
- Città del Vaticano, Biblioteca Apostolica Vaticana, Fondo Vaticano latino, Vat. lat. 2691.

### Approfondimenti
- Brundage, J., Medieval Canon Law, London, Longman, 1995,  pp. 223–224, ISBN 0-582-09356-2.

| Controllo di autorità | VIAF (EN) 73727878 · ISNI (EN) 0000 0000 6138 9313 · BAV 495/224605 · CERL cnp00166887 · LCCN (EN) nr93026888 · GND (DE) 100959164 · BNF (FR) cb10715685n (data) |